# しゃちほこマシーンズ
しゃちほこマシーンズは、闘龍門2000プロジェクトと闘龍門Xで活動していた金鯱とマシーン軍団をモチーフにした覆面レスラーのユニット。

## 概要
2000年、闘龍門2000プロジェクトで、しゃちほこマシーン壱号と弐号がデビュー。
2002年5月、壱号と弐号がリングネームを鯱魔神に変更。5月11日、闘龍門Xで参号と四号がデビュー。6月、壱号&弐号と参号&四号が仲間割れを起こした。12月26日、壱号&弐号と参号&四号による「マスカラ・コントラ・マスカラ」が行われて壱号&弐号が勝利して参号&四号がマスクを脱ぐことになって正体は佐藤秀&佐藤恵の双子でマスクの下も同じ顔というオチであった。

## メンバー
全員が金色のマスクとコスチュームに身を包み外見から区別するのは難しい。
- 鯱魔神壱号（旧：しゃちほこマシーン壱号）
- 鯱魔神弐号（旧：しゃちほこマシーン弐号）
- 鯱魔神参号
- 鯱魔神四号

## 入場曲
- 燃えよドラゴンズ!（板東英二）